# ワイルド・スピード SKY MISSION
『ワイルド・スピード SKY MISSION』（ワイルド・スピード スカイ・ミッション、原題: Furious 7、別題: Fast & Furious 7）は、2015年のアメリカ合衆国のアクション映画。監督はジェームズ・ワン、脚本はクリス・モーガンが務めた。『ワイルド・スピード EURO MISSION』（2013年）の続編であり、「ワイルド・スピード」シリーズの第7作目。今作のおもな舞台はアメリカ・ロサンゼルス、アゼルバイジャン、UAE・アブダビ。
オープニング週末の全世界での興行収入は3億9760万ドルに達し、当時の歴代最高記録を更新した。全世界での興行収入は15億ドルを超え、公開当時、2015年の興行収入第3位、歴代興行収入第4位となった。さらに、劇場公開から12日間でシリーズ最高の興行収入を記録した。
クランクアップ前にポール・ウォーカーが同乗していた車の交通事故により死亡してしまったことにより、一部の登場シーンではCGによる合成、およびポールのふたりの弟（ケイレブとコディ）による代役が用いられている。エンドクレジットでは、最初に一作目からのドミニクとブライアンとの出会いからの思い出と「FOR PAUL（ポールに捧ぐ）」と表示されている。

## あらすじ
オーウェン・ショウ率いる国際犯罪組織から恋人のレティ・オルティスを取り戻すことに成功したドミニク・トレットであったが未だ記憶が戻らない彼女との関係に苦悩する。また、ミニバンで息子・ジャックを送迎するという平和な日々を送るブライアン・オコナーであったが、かつての刺激を恋しく思う胸中を妻のミアに打ち明ける。ミアは2人目の子供を身ごもっていたが、ブライアンをより束縛してしまうのではないかとそれを打ち明けられていないことを兄であるドミニクに吐露する。
一方、ルーク・ホブス、エレナ・ネベスが勤めるアメリカ外交保安部（DSS）本部のホブスのオフィスで、見知らぬ男が彼のPCをハッキングしていた。男の名前はデッカード・ショウ、元イギリス特殊部隊員で秘密諜報機関にも在籍していた男であり、オーウェンの兄でもあった。デッカードは弟の復讐のためホブスの端末からドミニクファミリーの居場所を探知、手始めにホブスに重傷を負わせ去っていく。そして東京に移り住んでいたハン・ソウルオーを事故に見せかけて殺害し、更にドミニクの自宅に爆弾を送り届け、家を木端微塵にしてしまう。入院しているホブスから情報を手に入れたドミニクは、ファミリーの命を狙うデッカードを打倒することを決意する。東京へ飛んでハンの遺品を受け取った後、アメリカで葬儀を行ったがその最中にデッカードを目撃。カーチェイスの末辿り着いた地下駐車場で互いの車両を正面衝突させて一触即発となるが、突如特殊部隊が現れデッカードは逃走する。
特殊部隊は自らをミスター・ノーバディと名乗る男が率いるアメリカ政府所属の秘密組織であり、ドミニクに対してモーゼ・ジャカンディ率いる民間軍事組織によって捕えられたハッカー、ラムジーの奪回を依頼する。ノーバディの提案はラムジーが開発した世界中のありとあらゆる情報機器から瞬時にデータを入手することのできる監視プログラム「ゴッド・アイ」が目的であり、奪回に成功すればゴッド・アイを利用してデッカードを打倒することに協力するというものであった。ドミニクはこれを了承し、ファミリーと共にアゼルバイジャン山中で移動していたジャカンディの車両部隊へ空からの急襲をかける。途中でデッカードの乱入を許すも決死の作戦を成功させ無事ラムジーの救出に成功するが、彼女の口からアブダビにいる友人・サファーにゴッド・アイを譲ってしまったことが告げられる。
アブダビに向かったファミリーはサファーに会うも、ゴッド・アイは既にヨルダン王子に売られてしまっており、王子が所有するWモーターズ・ライカン ハイパースポーツに搭載された上で高層ビルの最上階に安置されていることが明らかになる。ファミリーは王子が主催するパーティに潜入、王子のボディガードや途中に現れたデッカードとの交戦が勃発するもドミニクとブライアンはライカン ハイパースポーツを強奪し、高層ビル2棟を飛び越えた末に同車を大破させながらもなんとかゴッド・アイの奪還に成功する。その夜、ファミリーはノーバディの特殊部隊と共にゴッド・アイを駆使して割り出したデッカードの潜伏拠点に急襲を図るが、そこでデッカードがジャカンディと手を組んでいたことが発覚。部隊同士の激しい交戦の末ノーバディの部隊は痛手を被った他、ノーバディ自身も被弾して戦線離脱してしまう。更にはゴッド・アイがジャカンディの手に渡ってしまうのだった。
ゴッド・アイを奪われたことでこちらの動きが丸裸も同然のファミリーだったが、地の利を活かすためホームタウン・ロサンゼルスのストリートを決戦の場とする。1人でデッカードに挑むドミニクに対し、ドミニク以外のメンバーはゴッド・アイのハッキングが可能になる距離内でラムジーを車から車に移しながら走らせるという作戦を立てる。ドミニクはお気に入りのダッジ・チャージャーを引っ張り出し、一方でブライアンもミアから2人目の子供の妊娠を打ち明けられ決意を新たにして戦いに臨む。
やがて決戦の幕が切って落とされた。ジャカンディが「プレデター」というドローンを引っ張り出してきたことに加えてハッキングに用いていた電波塔が破壊され、現地警察も出動するなど様々な障壁が立ちはだかるが、入院中であったはずのホブスの加勢もあってゴッド・アイをハッキングし無力化することに成功する。一方、ドミニクはデッカードと対峙し、立体駐車場で互いの車両を正面衝突させた直後に素手での戦いに発展するが、その最中にゴッド・アイを無力化されたことでデッカードを見限ったジャカンディが立体駐車場に攻撃、デッカードはそれによる崩落に飲み込まれることとなる。その後、新たな標的となったドミニクは崩落を避けながらジャカンディのヘリコプターに向けてチャージャーを走らせ、ヘリコプターに接近した際にデッカードが所持していた手榴弾の入った鞄を引っかける。そしてドミニクの援護をこれまで行なっていたホブスがそれに向けて発砲したことでヘリコプターは爆発・墜落した。
ジャカンディを倒したドミニクだったが飛び越えたチャージャーが瓦礫に激突したショックで一時昏倒状態となり、ブライアンらの手で救命措置が行われる。その際、レティは記憶を取り戻したことを告げ、そこで逃走中に滞在していたドミニカ共和国で結婚式を挙げていたこと、ドミニクが東京でハンの遺品として受け取った後にレティのもとに戻った十字架のネックレスが結婚指輪代わりとなっていたことが明かされた。意識を取り戻したドミニクは、レティが彼以外を愛さないことに賭けて2人が夫婦であることを明かさなかったと告げる。戦いの後、デッカードはホブスによってついに逮捕され、頑丈な警備の刑務所に収監された。
ファミリーは砂浜で穏やかな一時を過ごしていた。そこでブライアンとミア、ジャックの3人の団欒を目にしたファミリーはブライアンが「家庭」という新たな居場所を見つけたことを悟る。その後ドミニクはひとりその場を去るが、やがて「さよならも言わずに行くのか？」と追ってきたブライアンとしばし並走する。やがて分岐路に差し掛かり、スープラとチャージャーはそれぞれ別々の道を走っていった。

## 登場人物
ドミニク・トレット（愛称：ドム）
アメリカでトラック強盗犯のリーダーを務めていた過去を持つ男。超一流の運転技術だけでなく、現役の捜査官や元諜報員とまともに戦える格闘能力も持つ。
前作でのホブスへの協力で無罪放免となり、念願のロサンゼルスの自宅に帰ってきていた。妹家族を見守る幸せな暮しをしているかに見えたが、記憶が戻らずに苦悩するレティとの間に少しずつ溝が出来てしまっていた。
ホブスの負傷、ハンの死、自宅に届いた爆弾など、仲間が命の危機に晒されたことで再び仲間たちを集めて大仕事をすることとなる。
ブライアン・オコナー
元ロス市警で元FBI捜査官。国際指名手配を受けていたが、ドミニクと同様に前作でホブスに協力した事で無罪放免となった。
かつてはドミニクのライバルであり相棒としてスポーツカーを乗り回す日々を送っていたが、今は息子・ジャックの送り迎えにファミリーカーに乗る毎日である。ミアに対して「銃が懐かしい」と平和な日々に慣れないことを吐露する等してドミニクに心配されている。デッカードの凶行に対してミアと子供たちを守るべく、またもドミニクらと共に、家族の平和のための、自身としては最後の大仕事を行うこととなる。
レティ・オルティス
ドミニクの幼馴染であり恋人。
死亡したと思われていたが、前作で記憶喪失ながらも生きていた事が判明し、ドミニクの元に戻ってきた。しかし、一向に記憶が戻らないことに人知れず苦悩している。
ドミニクと思い出のレース場でレースをしたものの、記憶をとり戻すどころか逆にパニックを起こしてしまう。これにより、2人の記憶があるドミニクと記憶のない自分に溝を感じてしまい、一度はドミニクに別れを伝え彼の元を去った。だが、ミスター・ノーバディの手引きで再びファミリーの一員として合流する。
ローマン・ピアース
ブライアンの幼馴染。相変わらず陽気でおしゃべりなファミリーのムードメーカー。アゼルバイジャンでのパラシュート降下において一人だけ怖気づいて降下しなかった為、テズによって強制的に落とされたり、アブダビのパーティーにおいて客らの目を引くために客の前で芝居をうつなど今作ではよりコメディ・リリーフ的活躍が目立つ。
ただし、車の運転技術も健在でデッカードと対決するドミニクの窮地を救うなど運転での活躍もする。
テズ・パーカー
ブライアンがマイアミで暮らしていた頃の土地の顔役で電子機器のスペシャリスト。今作でも相変わらずローマンとの掛け合いは健在である。今作ではハッキングだけでなく、格闘の立ち回りも披露する。
ミア・トレット
ドミニクの妹でありブライアンの妻。ブライアンとの女の子の第二子を身篭っているが、平和な日々に馴染めないブライアンの重荷になるのを気遣ってなかなか言い出せないでいる。デッカードの凶行に対して息子のジャックと共にマンドの豪邸に匿われるが、2人の事を常に心配している。
ルーク・ホブス
米DSS捜査官。過去にドミニクらを追い回したが、その過程で彼らと協力関係になり信頼をおくようになった。デッカードの急襲により鎖骨が砕け、左腕を骨折するという重傷を負うが終盤に戦線復帰を果たす。その際左腕に力を入れてギプスを破裂させたり、運転する救急車にてある行動で仲間たちの窮地を救う人間離れの荒業も見せた。
本作において子持ちであることが発覚し、サマンサという娘がいる。また、ドムの事は「一番殴った相手」として娘に紹介している。
ミスター・ノーバディ
アメリカ政府に属する秘密工作組織のリーダー。ラムジーと「ゴッド・アイ」奪還のため、ドミニクらと取引を持ちかける。
ビールをこよなく愛しており、特にベルギービールがお気に入りで、たびたびドミニクに勧めるがコロナビールを愛するドムには断られる（ただし、いろいろなビールをストックしているらしく、コロナビールもすぐに出している）。銃器に精通していて戦闘能力も非常に高い。さらには暗視装置付きサングラスや高性能防弾着を装備している。ドミニクとブライアン、自身の部下を引き連れてデッカードのアジトを奇襲するも、デッカードにはその行動を読まれており、待ち伏せていたジャンカンディ一味と銃撃戦になる。しかし、その最中にキエットに銃撃され負傷。防弾チョッキを身に付けていたため直接の致命傷は免れたものの、左脇腹に銃弾が当たり、戦線を離脱した。
ラムジー
女性ハッカー。人物監視プログラム「ゴッド・アイ」の開発者であり、その技術を欲するジャカンディ一味に拉致されてしまう。ドミニクらに救出され、「ゴッド・アイ」奪還に協力する為にテズとコンビを組んでハッキングを行う。また、かなりの美人でグラマラスな女性の為、テズとローマンがどっちが先に「モノ」にするかと張り合っている。
デッカード・ショウ
前作の敵役であるオーウェン・ショウの兄。元イギリス軍特殊部隊出身。秘密諜報部に在籍していたが、その能力の高さ故に「知りすぎていた」ことから情報漏えいを恐れた組織から抹殺されそうになったところを返り討ちにして、6年間行方をくらましていた。
1対多数の格闘術に長けており、冒頭では弟オーウェンが入院している病院にいた警備の部隊をたった1人で壊滅させ、ホブスとは互角に張り合う等の実力を持つ。また、高度な運転技術も持ち合わせており、街中やオフロード等の悪路すら自在に車を操る。
オーウェンに意識不明の重症を負わせたことからファミリーへ報復を決意。DSS本部に忍び込み、ドミニクたちの個人情報を入手、ハンの殺害を皮切りにドミニクらを執拗に狙う。
モーゼ・ジャカンディ
民間軍事組織のリーダー。最新型の無人攻撃機ドローンを搭載した戦闘ヘリなど強力な武装を持つ。「ゴッド・アイ」の入手のためにラムジーを拉致していたがドミニクらによってラムジーを奪回されたため、敵対することとなる。
キエット
ジャカンディの部下の一人で、ラムジーの輸送車のリーダー。とてつもない身体能力を持ち、それを活かした格闘能力でブライアンと幾度となく戦う。
カーラ
ヨルダンの王子の私設警備隊の女リーダー。レティと激しい格闘戦を展開する。
サファー
アブダビにて自動車整備工場を営む男でラムジーのハッカー仲間でもある。ラムジーより「ゴッド・アイ」が隠された自動車電子部品を受け取っていたが、それを知らずに無断で王子に売ってしまう。
シェパード
ミスター・ノーバディの部下で常に付き添っている。作戦会議の際、ローマンと言い合いになる。
エレナ・ネベス
DSS捜査官でホブスの部下。元ブラジル警察。かつてはドミニクの恋人だったが、レティの無事を知ったことで警察の職に戻りドミニクのもとを去った。職場からの帰り際、ホブスより昇進の推薦を貰った矢先にデッカードの襲撃に巻き込まれることとなる。ホブスの入院中は、ホブスの娘・サマンサの世話を度々担っている。
ハン・ルー
ドミニクが南米で強盗団のリーダーをしていた頃の右腕的存在。前作でジゼルが死亡してから2人の夢だった東京に移り、ヤクザの組長の甥と手を組みながらクラブと自動車整備工場を営んでいたがデッカードによって交通事故に見せかけ殺害される。
ジゼル・ヤシャール
ハンの恋人でありドミニクらのファミリーのメンバーだった女性。前作『EURO MISSION』にて死亡している。本編ではハンの事故現場に遺されていた写真として登場したほか、カットされた未公開シーンでは、記憶を探るためにメキシコの病院を訪れたレティの回想の中で、第4作『MAX』にて負傷し記憶を失っていたレティを病院に運び込む様子が描かれている。
ショーン・ボズウェル
東京で「D.K.（ドリフト・キング）」の座に着く現役高校生の若き走り屋。第3作『TOKYO DRIFT』における主人公であり、ハンの世話になった人物である。ハンの遺体の引き取りのために東京にやってきたドミニクとレースで勝負をした後、ハンの遺品であるネックレスとジゼルの写真を渡した。
シリーズ第9作『ジェットブレイク』にて再登場する。
トゥインキー
ショーンの仲間で高校の同級生。ショーンと同じくハンの世話になった人物。ショーンをドミニクとのバトルに誘う。
今作は第3作『TOKYO DRIFT』の映像の流用という形での登場となったが、第9作『ジェットブレイク』では約15年ぶりに正式な再登場を果たす。
マンド
ドミニカ共和国出身のドミニクの親友。自分が住む豪邸にミアとジャックを匿う手助けをした。第5作『MEGA MAX』にてドミニクが巨大金庫強奪の際のダミーとして用意した同じ型の金庫をリオまで2日で送った人物。
ヘクター
ドミニクのレース仲間。第1作以来の登場。記憶喪失になる前の記憶がフラッシュバックしパニックになったレティに殴られてしまう。
オーウェン・ショウ
かつてロンドンで暗躍していた国際犯罪組織のボスでデッカードの弟。
前作において離陸しようとしていた輸送機からドミニクによって放り出されて重傷を負い、意識不明の状態で病院に収容されていた。

## キャスト
| 役名                                   | 俳優                               | 日本語吹き替え                    |
| 役名                                   | 俳優                               | 劇場公開版                        |
| -------------------------------------- | ---------------------------------- | --------------------------------- |
| ドミニク・トレット                     | ヴィン・ディーゼル                 | 楠大典                            |
| ブライアン・オコナー                   | ポール・ウォーカー                 | 高橋広樹                          |
| ブライアン・オコナー                   | コディ・ウォーカー                 | 高橋広樹                          |
| ブライアン・オコナー                   | ケイレブ・ウォーカー               | 高橋広樹                          |
| ルーク・ホブス                         | ドウェイン・ジョンソン             | 小山力也                          |
| レティ・オルティス                     | ミシェル・ロドリゲス               | 甲斐田裕子                        |
| ミア・トレット                         | ジョーダナ・ブリュースター         | 園崎未恵                          |
| ローマン・ピアース                     | タイリース・ギブソン               | 松田健一郎                        |
| テズ・パーカー                         | クリス・“リュダクリス”・ブリッジス | 渡辺穣                            |
| エレナ・ネベス                         | エルサ・パタキー                   | 坂井恭子                          |
| デッカード・ショウ                     | ジェイソン・ステイサム             | 山路和弘                          |
| ミスター・ノーバディ                   | カート・ラッセル                   | 大塚芳忠                          |
| ラムジー                               | ナタリー・エマニュエル             | 坂本真綾                          |
| モーゼ・ジャカンディ                   | ジャイモン・フンスー               | 立木文彦                          |
| キエット                               | トニー・ジャー                     | 浪川大輔                          |
| カーラ                                 | ロンダ・ラウジー                   | 佐古真弓                          |
| サファー                               | アリ・ファザル                     | 佐藤せつじ                        |
| シェパード                             | ジョン・ブラザートン               |                                   |
| マンド                                 | ロメオ・サントス                   | 志村知幸                          |
| ヘクター                               | ノエル・グーリーエミー             | 山田浩貴                          |
| サマンサ・ホブス                       | エデン・エストレヤ                 | 宇山玲加                          |
| スターター                             | レヴィ・トラン                     | 下山田綾華                        |
| セレブDJ                               | T-ペイン                           | 樽美酒研二 （ゴールデンボンバー） |
| 瞬殺される警備員                       |                                    | 鬼龍院翔 （ゴールデンボンバー）   |
| ジャスミン                             | ブリティニー・アルガー             | 歌広場淳 （ゴールデンボンバー）   |
| 金粉ダンサー                           |                                    | 喜矢武豊 （ゴールデンボンバー）   |
| ジャカンディの部下 （S55のドライバー） | ジョン・セナティエンポ             |                                   |
| ショーン・ボズウェル                   | ルーカス・ブラック                 | 浪川大輔                          |
| トゥインキー                           | シャド・モス（バウ・ワウ）         | 金城大和                          |
| ニーラ                                 | ナタリー・ケリー                   |                                   |
| ハン・ルー                             | サン・カン                         |                                   |
| オーウェン・ショウ                     | ルーク・エヴァンズ                 |                                   |
| ジゼル・ヤシャール                     | ガル・ガドット（写真）             |                                   |
|                                        |                                    |                                   |
| 翻訳                                   | 岡田壯平                           | 松崎広幸                          |

その他日本語吹き替え
久野美咲、伊藤竜次、増元拓也、後藤光祐、竹村知美

## 登場車両

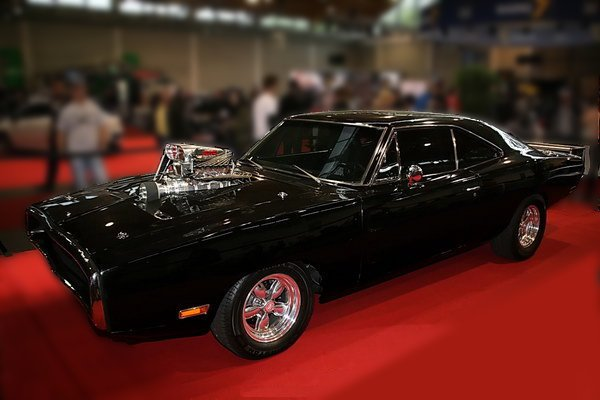

以下劇中登場順
ジャガー・Fタイプ R クーペ
冒頭でデッカードが搭乗。ボディカラーは白。
オーウェンが入院している病院にこの車で乗り込んだ。
プリムス・バラクーダ・クーダ 1972年式
前作からのドミニクの愛車。ボディカラーは黒。
レース・ウォーズにてレティが記憶を取り戻すため、ドラッグレースで搭乗し、最後のロスでの決戦の際にも搭乗する。
サイオン・tC 2011年式
ボディカラーは黒/オレンジ。レース・ウォーズで登場。
ホンダ・S2000
ボディカラーは銀色。レース・ウォーズで登場
トヨタ・86又はサイオン・FR−S
ボディカラーはオレンジ。レース・ウォーズで登場
BMW・M3 E46 CSL 2003年式
ボディカラーは白。レース・ウォーズにて脇に停車してる。また金色のがドラッグレースでインプレッサと対戦する。
スバル・インプレッサ WRX STI GDB-F
ボディカラーは青。レース・ウォーズのドラッグレースでM3と対戦する。
アウディ・R8 2008年式
ボディカラーは赤。レース・ウォーズにてレティの対戦相手が搭乗する。
クライスラー・タウンアンドカントリー 2011年式
ブライアンのファミリーカー。ボディカラーは青。
フォード・エスケープ 2013年式
エレナの愛車。ボディカラーは銀色。
プリムス・ロードランナー 1970年式
ボディカラーは赤茶色。ドミニクの愛車として登場。デッカードのギブリと勝負し、正面衝突する。
また、東京のシーンでは銀色のアメリカのピュアビジョン社制作のカスタムカー仕様の個体が「TOKYO DRIFT」からドミニクの愛車として登場。
ポルシェ・356 スピードスター
ボディカラーは銀色。マンドの所有物。
日産・シルビア S15
「TOKYO DRIFT」からショーンの愛車。ボディカラーは銀色。BEHRMAN／WISE SQUAREのD1-GP SPEC PRO仕様。
日産・スカイラインGT-R BNR32
ボディカラーは黒色。ハンの葬式に登場した。
マセラティ・ギブリ 2014年式
ボディカラーは灰色。デッカードが搭乗。ドミニクのロードランナーと勝負し、正面衝突する。車体を補強しているため、ドミニクよりもダメージは抑えられている。
ハマー・H1 SUT 1997年式
ボディカラーは黒色。ノーバディの部隊がドミニクを基地に連れて行く際に使用した車両。また冒頭のシーンでは後ろ向きで停車してるベージュ色も登場。
シボレー・カマロ
ボディカラーは黄色。ノーバディ率いる秘密組織の基地のシーンで登場。
ダッジ・チャージャー 1970年式
ドミニクが搭乗。ボディカラーは黒。一見するとオフロード仕様と思われるが、正確にはバハのオフロードレーサー(劇中では装甲車のボディ)にチャージャーの外装パネルを被せたワンオフカスタムカーで、ラムジー救出作戦に使用された。
またそれとは別に最後のロスでの決戦で用いられた個体（MAX、MEGA MAXに登場したもの）も登場し、デッカードのDB9と勝負する。
ダッジ・チャレンジャー SRT-8 2011年式
レティが搭乗。ボディカラーは緑。フロントガードと小ぶりのウイングが取り付けられ、ラムジー救出作戦に使用された。
スバル・インプレッサ WRX STI GRB 2011年式
ブライアンが搭乗。ボディカラーは青。ラムジー救出作戦に使用された。ノーバディの基地では4ドアのGVB型が登場したが救助に使用されたのは5ドアのGRB型である。敵から装甲貫通弾による攻撃で損傷しやむなく乗り捨てた。
ジープ・ラングラー アンリミテッド 2007年式
テズが搭乗。ボディカラーは灰色。ボディを防弾化、ラムジー救出作戦に使用された。
シボレー・カマロ Z28 1967年式
ローマンが搭乗。ボディカラーは銀色。オフロード仕様に改造され、ラムジー救出作戦に使用された。
シボレー・サバーバン 2010年式
ボディカラーは黒。ノーバディの部隊やジャカンディの組織が使用。
メルセデス・ベンツ・S55 AMG (W220型)
ボディカラーは黒。ジャカンディの組織が使用。ラムジーを運搬するバスを護衛。
メルセデス・ベンツ・G63 AMG
ボディカラーは黒。ジャカンディの組織が使用。ラムジーを運搬するバスを護衛。
ファスト・アタック
デッカードが搭乗する防弾装備を施した軍用バギー。ボディカラーは灰色。エンジンはV8HEMIを搭載。
ドミニクらがラムジー救出作戦を行っている最中に乱入してきた。
ダッジ・チャージャー RT 15年式
ボディカラーは赤。アブダビに向かうときにドミニクとラムジーが搭乗する。
ダッジ・バイパー SRT-10
ボディカラーは黒。アブダビに向かうときにレティが搭乗する。
マクラーレン・MP4-12C スパイダー
ボディカラーは青色。アブダビに向かうときにブライアンが搭乗する。
フェラーリ・458イタリア 2010年式
ボディカラーは黄色。アブダビに向かうときにテズが搭乗する。
ブガッティ・ヴェイロン 2011年式
ボディカラーは白。アブダビに向かうときにローマンが搭乗する。
Wモーターズ・ライカン ハイパースポーツ
ボディカラーは赤。ヨルダンの王子が所有しているもので防弾仕様となっているほかラムジーがサファーに渡していた『ゴッド・アイ』が隠された電子パーツを装備しているため、ドミニクらがパーツ奪取に向かう。
高層ビルのペントハウス内に展示されているのを見たドミニクとブライアンは「こんないい車にこのような扱いはダメだ」と憤慨する。
劇中、パーツのみの奪取が不可能になりかけた二人はやむなくこの『野獣』をペントハウスより解き放つこととなった。最終的には制御不能になり乗り捨てた後ビルから落ちて大破した。
なお、撮影に際してはWモーターズの協力の元ポルシェ・ボクスターをベースとしたレプリカ6台が用いられた。
ランボルギーニ・アヴェンタドール LP700-4
ボディカラーは黒。デッカードがアジトに向かう際に搭乗する。
フォード・トリノ タラデガ GPTスペシャル 1969年式
ドミニクの愛車。ボディカラーは銀。ロスで全員集合したシーンで登場。
シボレー・カプリス 1987年式
ボディカラーはベージュ。最後のロスでの決戦でテズとローマンが搭乗する。プレデターからの攻撃により爆破される。
日産・GT-R R35 2014年式
ボディカラーは青色。最後のロスでの決戦でブライアンが搭乗する。主な外装はリップスポイラー、カーボンボンネットとウィング。ハイドロサス装着。プレデターからの攻撃で爆破される。
アストンマーティン・DB9 2004年式
ボディカラーは灰色。デッカードが最後のロスでの決戦の際に搭乗し、ドミニクのチャージャーと勝負する。
フォード・クラウンビクトリア 2000年式
ロサンゼルス市警のパトカー。街中で暴走運転をするブライアンのGT-Rを追跡するが、同じくそれを追っていたプレデターの攻撃の巻き添えを食らう。
インターナショナル・4000シリーズ
ホブスが入院していた病院から乗って来た救急車。トンネル内でレティのバラクーダをプレデターが攻撃している所を、トンネルの出口の上の橋からこの救急車を落としプレデターに直撃、破壊に成功する。
フェラーリ・365GTB/4
ボディカラーは赤。ラストシーンで登場する。
メルセデス・ベンツ・SLS AMG
ボディカラーは黄色。ラストシーンで登場する。
フォード・GT
ボディカラーは銀。ラストシーンで登場する。
ダッジ・チャージャー 1968年式
ボディカラーは銀。ラストシーンでドミニクの愛車として登場する。
通称は「Maximus Charger」で9400cc、2000馬力のオールアルミ製ツインターボの572HEMIエンジンを搭載しており4000時間かけて製作された。
トヨタ・スープラ JZA80 1995年式
ボディカラーは白。ラストシーンでブライアンの愛車として登場する。
実際にこの車はポール・ウォーカーが生前に経営していたチューニングショップ「Always Evolving」での所有物でもある。

## 興行収入

### 北米
2015年4月24日現在、本作は北米で2億9000万ドル以上を稼ぎ出し、2015年に北米で公開された映画の中で最高の興行収入を記録している。
本作の公開初週末興行収入の予測は、公開日が近づくにつれて上方修正され続け、最終的には1億1500万ドルから1億4000万ドルを稼ぎ出すとされた。2015年4月2日（木曜日）のレイトショーで先行上映され、本作は1580万ドル（うち220万ドルはIMAX上映分）を稼ぎ出した。この数字はレイトショーでの先行公開における興行収入の記録としては過去最高のものであった。翌3日には北米3069館で公開が始まり、5150万ドルを稼ぎ出した。最終的に、公開初週末を通して、本作は北米4004館（うちIMAX上映館365館）で公開され、1億4720万ドルを稼ぎ出し週末興行収入ランキング初登場1位となった。この数字は、4月公開作としては過去最高のオープニング記録であり、シリーズ最高のオープニング記録である。
本作は公開8日目で北米興行収入2億ドルを突破した。これはユニバーサル・ピクチャーズ配給の作品としては最速である。
全米では4月3日の公開から4週連続1位となり、最終成績は3億5300万7,020ドルを記録した。

### 世界
中国では4月12日の公開から8日間で約2億5,000万ドルの大ヒットを記録し、歴代興行収入記録を塗り替えた。
日本でも4月17日の公開から6日間で10億円を超え、16日で20億円も突破。5月末の時点で興行収入30億円を突破した。
2009年の映画『アバター』を超え、史上最速となる17日で10億ドルを突破した。
公開当時、『アナと雪の女王』『ハリー・ポッターと死の秘宝 PART2』を超え、世界歴代4位の大ヒット作品となった。

## 受賞
| 年   | 映画賞                               | 賞                        | 対象          | 結果       |
| ---- | ------------------------------------ | ------------------------- | ------------- | ---------- |
| 2016 | 第73回ゴールデングローブ賞           | 主題歌賞                  | See You Again | ノミネート |
| 2016 | 第22回全米映画俳優組合賞             | スタント・アンサンブル賞  |               | ノミネート |
| 2016 | 2016 米メイク&ヘアスタイリスト組合賞 | 長編映画部門 現代メイク賞 |               | 受賞       |

## テレビ放映
| 回数 | 放送局     | 番組名          | 放送日        | 放送時間      | 放送分数 | 吹替版     | 平均世帯 視聴率 | 備考 |
| ---- | ---------- | --------------- | ------------- | ------------- | -------- | ---------- | --------------- | --- |
| 1    | 日本テレビ | 金曜ロードSHOW! | 2017年4月28日 | 21:00 - 22:54 | 114分    | 劇場公開版 | 8.6%            | 地上波初放送 最後の並走シーンを筆頭に様々な重要シーンをカットするという対応に、ラストシーンが放送尺の都合上、「ブライアン役ポール・ウォーカーさんは本作完成前に死去されました」を右側に縦字幕で表示し、「FOR PAUL」の場面のみを流し放送終了したためTwitter上では批判が相次いだ。 |
| 2    | フジテレビ | 土曜プレミアム  | 2020年4月25日 | 21:00 - 23:30 | 150分    | 劇場公開版 | 9.1%            | 前回の放送時に批判されたラストシーンについてはノーカットで放送された。 当初は「コンフィデンスマンJP ロマンス編」を放送する予定だったが、新型コロナウイルス感染拡大に伴い同作の続編のプリンス編が公開延期となったため、当作品に差し替えとなった。                                 |

## 続編
ヴィン・ディーゼルは本作の続編制作の可能性に関して、「『ワイルド・スピード SKY MISSION』が公開された後も、シリーズ8作目を作ることに関心を持ち続けていた。ポール・ウォーカーは8作目もあると言っていたためである。自分の兄弟が何かを確約したら、自分がそれを成し遂げねばならないと思うこともあるだろう。『ワイルド・スピード SKY MISSION』がポールに捧げた作品だとしたら、8作目はポールから受け継いだ作品になる。」と述べていた。
2015年4月23日、ラスベガスで開催されたシネマコンで、ディーゼルが2017年4月14日の全米公開を目指して、シリーズ8作目を製作すると正式に発表した。
2016年12月10日、海外公式Twitterにおいてタイトルが「The Fate of the Furious」となることが正式発表され、15秒ほどの予告が公開された。
同月12日、ニューヨークで開催されたファンイベントにおいて本予告が公開され、また国内公式Twitterで邦題が「ワイルド・スピード ICE BREAK」となることが発表された。全米公開は2017年4月14日、日本公開は同年4月28日。

## その他
Xbox OneとXbox 360用のビデオ・ゲームのForza Horizon 2では、2015年3月27日、映画のワイルド・スピードとタイアップした,「Forza Horizon 2 Presents Fast & Furious」が配信された。こちらはXbox 360でもダウンロードとプレイが可能であり、2015年4月7日に公開された「ワイルド・スピード SKY MISSION」を記念して、2015年4月10日までは無料配信された。